# 12 Rejonowe Warsztaty Techniczne
12 Rejonowe Warsztaty Techniczne (12 RWT) – jednostka wojskowa stacjonująca na terenie m. st. Warszawy, będąca w strukturach Dowództwa Garnizonu Warszawa. Siedziba jednostki znajduje się przy ul. Żwirki i Wigury 9/13 w Warszawie.
12 Rejonowe Warsztaty Techniczne powstały 1 lipca 1998 roku na mocy Decyzji Ministra Obrony Narodowej z dnia 2 kwietnia 1998 roku oraz rozkazu wewnętrznego Dowódcy Garnizonu Warszawa z dnia 2 maja 1998 roku na bazie Jednostki Wojskowej 3523.
Z dniem 1 stycznia 2013 roku 12 Rejonowe Warsztaty Techniczne zostały włączone w strukturę Jednostki Wojskowej Nr 6021 (Oddział Zabezpieczenia Garnizonu Stołecznego).

## Struktura i zadania
Jednostka pozostaje w strukturach Dowództwa Garnizonu Warszawa. W jej skład wchodzą następujące komórki organizacyjne:
- Dział Remontu Pojazdów Mechanicznych, w ramach którego wykonywane są przeglądy techniczne i naprawy bieżące samochodów (osobowych, dostawczych, ciężarowych), autobusów, sprzętu komunikacji, przyczep, ciągników;
- Dział Remontu Uzbrojenia i Sprzętu Technicznego, gdzie dokonywane są remonty, naprawy bieżące, ocena stanu technicznego, badania diagnostyczne oraz konserwacja broni strzeleckiej, hełmów bojowych, maszyn biurowych, sprzętu chłodniczego, gastronomicznego i klimatyzacyjnego;
- Dział Remontu Sprzętu Elektrotechnicznego i Informatyki, do którego zadań należą naprawy, modernizacje, instalacje, konserwacje, przeglądy i oceny stanu technicznego mikrokomputerów, monitorów, urządzeń peryferyjnych, systemów ochrony i sprzętu kulturalno-oświatowego;
- Sekcja Uwierzytelniania i Remontu Sprzętu Pomiarowego gdzie wykonuje się naprawy, uwierzytelniania oraz kalibracje mierników i sprzętu pomiarowego;
- Stacja Diagnostyczna, w której przeprowadza się badania okresowe i diagnostyczne samochodów (osobowych, dostawczych, ciężarowych), autobusów, przyczep, ciągników.

## Kierownicy 12 RWT
- płk mgr inż. Jerzy GĄSKA od 1.07.1998r. do 25.08.1998r.
- ppłk mgr inż. Henryk BIELIŃSKI od 26.08.1998r. do 08.04.2001r.
- ppłk. mgr inż. Dariusz BOCHNIAK od 09.04.2001r. do 08.07.2001r.
- ppłk mgr inż. Andrzej ZANIEWSKI od 09.07.2001r. do 26.11.2003r.
- ppłk mgr inż. Dariusz BOCHNIAK od 27.11.2003r. do 14.09.2008r.
- ppłk mgr inż. Andrzej OSTROWSKI od 15.09.2008r. do 04.11.2010r.
- ppłk mgr inż. Jacek ŚLOTAŁA od 05.11.2010r. do chwili obecnej